# پوتلانژ-ا-لاک
پوتلانژ-ا-لاک (به فرانسوی: Puttelange-aux-Lacs) یک کمون در فرانسه است که در Canton of Sarralbe واقع شده‌است.

## خصوصیات
پوتلانژ-ا-لاک ۱۶٫۶۶ کیلومترمربع مساحت و ۳٬۱۰۱ نفر جمعیت دارد و ۲۴۰ متر بالاتر از سطح دریا واقع شده‌است.